# Revheim
 (mars 2023).
Si vous disposez d'ouvrages ou d'articles de référence ou si vous connaissez des sites web de qualité traitant du thème abordé ici, merci de compléter l'article en donnant les références utiles à sa vérifiabilité et en les liant à la section « Notes et références ».
Revheim est un ancien quartier de l'arrondissement de Madla, dans la commune norvégienne de Stavanger.
Revheim est situé au sud de l'arrondissement, près d'Hafrsfjord.

## Archéologie
Revheim est connue pour ses vestiges archéologiques : pétroglyphes, lur en bronze, trouvé dans une tourbière et aujourd'hui exposé au musée d'archéologie de la ville.